# Bogon
Bogon ist ein Jargonausdruck für ein IP-Datenpaket im öffentlichen Internet, das vorgibt, von einer gültigen IP-Adresse des Internetprotokolls zu stammen, die tatsächlich aber noch nicht durch die Internet Assigned Numbers Authority (IANA) oder eine beauftragte Regional Internet Registry (RIR) zugewiesen wurde. Die Gesamtheit nicht zugewiesener Adressen wird bogon space genannt.
Der Terminus bogon kommt aus der Hackersprache und ist mit engl. bogosity verwandt, dem Falschheitsgrad, und mit engl. bogus properties, den falschen Merkmalen. Bogon-Pakete werden oft für illegale Zwecke benutzt, für den normalen Netzbetrieb erfüllen sie keinen Zweck.
Viele Endnutzer-Firewalls und jene der ISPs filtern Bogon-Daten heraus, da sie nutzlos sind und auf eine fehlerhafte Konfiguration des Absenderservers hindeuten könnten.
Der "bogosity"-Status einer IP-Adresse kann sich ändern, da die IANA und andere Internet-Adressverwalter ISPs häufig Adressräume vergeben. Derartige Neuvergaben erscheinen meist auf den Mailinglisten der Netzwerkverwalter und können dann aus den Sperrlisten entfernt werden.
Mit der Einführung des IPv6 hat sich der Anteil an ungenutzten Adressräumen rapide vergrößert.